# Signe Relander

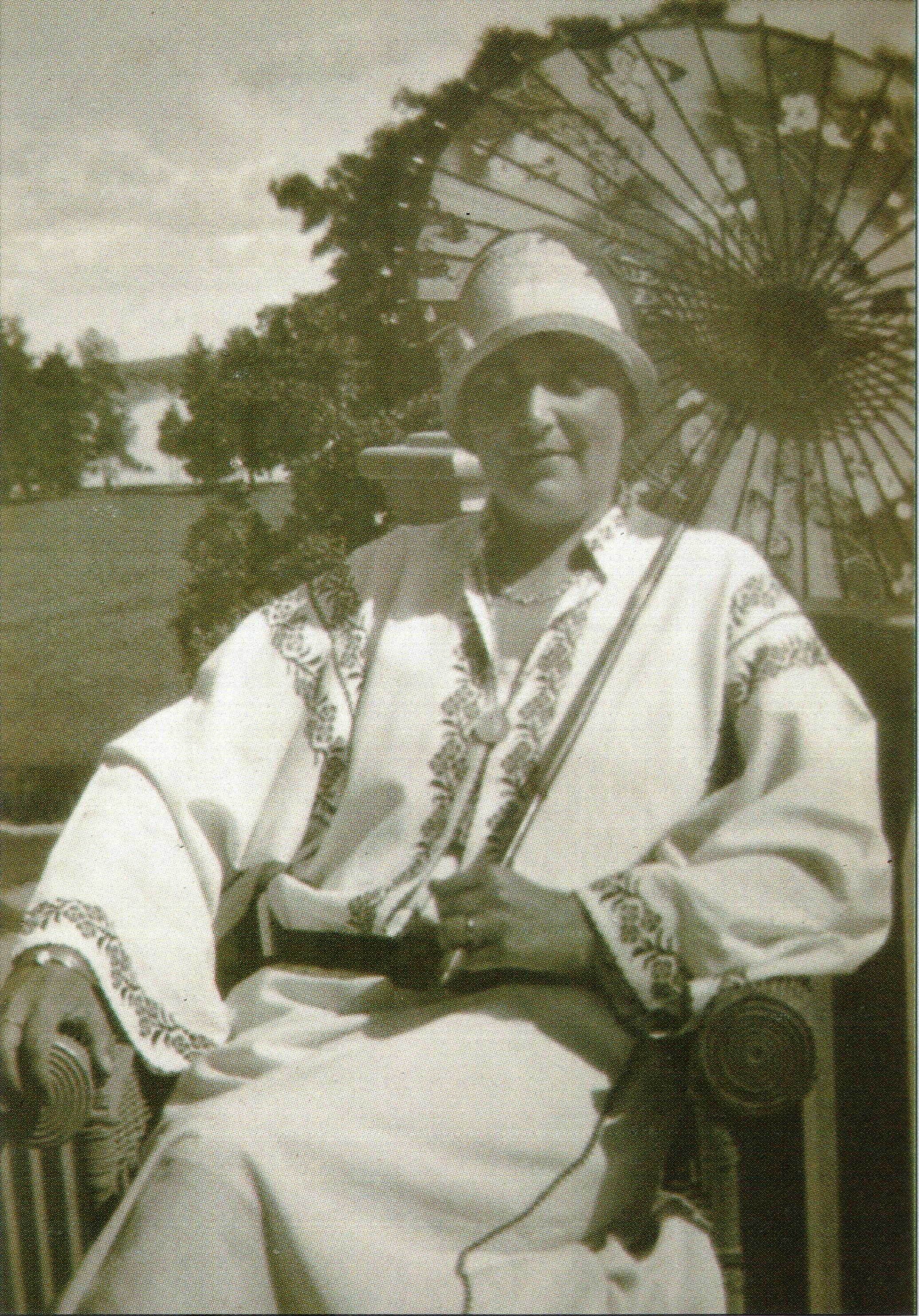
Signe Relander (1928)

Signe Maria Relander (* 19. August 1886 in Helsinki, Großfürstentum Finnland als Signe Maria Österman; † 31. Mai 1962 ebenda) war als Ehefrau von Lauri Kristian Relander zwischen 1925 und 1931 die zweite First Lady Finnlands.

## Leben und Wirken
Die Finnlandschwedin Österman war die Tochter eines Metzgers und erblickte 1886 in Helsinki das Licht der Welt. Ihren späteren Ehemann Lauri Kristian Relander lernte sie bereits beim Besuch einer schwedischsprachigen Mädchenschule kennen. Das Paar heiratete 1906 und zog nach Tikkurila, wo die verheiratete Relander zwei Kinder namens Maja-Lisa (1907–1990) und Ragnar (1910–1970) gebar. Als ihr Ehemann zum Präsidenten gewählt wurde, trat sie ihr Amt als First Lady an. Als Präsident war Lauri Relander sehr unerfahren und Entscheidungsträger in der Politik konnten ihn nicht ernst nehmen. Ihm wurde vorgeworfen, kein ausreichendes Programm für seine Präsidentschaft aufgestellt zu haben. Dies schmälerte weiter seine Unterstützung. Selbst seine Auslandsreisen brachten ihm Kritik ein. Er wurde oft mit Präsident Kaarlo Juho Ståhlberg verglichen, der gar keine Auslandsreisen unternahm. Sein Kabinett wurde als schwach und sehr kurzlebig angesehen, wie in vielen jungen Demokratien dieser Zeit. Signe Relander selbst wurde während ihrer Amtszeit als First Lady als „schön“ und „elegant“ beschrieben, sah diese Rolle jedoch als lediglich repräsentativ und hielt sich aus politischen Geschehen heraus. Nach dem Tod ihres Mannes verlor sie ihr Amt. Weil sie nie arbeitete, hatte sie es nach dem Tod ihres Mannes finanziell schwer. Am 31. Mai 1962 verstarb sie.